# Kurt Sethe
Kurt Heinrich Sethe (30 de juny de 1869 - 6 de juliol de 1934) fou un egiptòleg i filòleg alemany.

## Biografia
Sethe estudià amb Adolf Erman i rebé la seva habilitació universitària el 1895. Ja com a professor d'egiptologia a la Universitat de Göttingen el 1900, succeí el seu mestre el 1923 a Berlín. Durant una estada a Egipte el 1904 i 1905, recollí tot de texts publicats durant els anys següents.
D'ençà el 1919, Sethe és membre corresponent de l'Acadèmia Bavaresa de Ciències. El 1932 esdevingué membre de l'Acadèmia Reial de Ciències de Prússia. També fou membre exterior de l'Acadèmia de Ciències de Göttingen, membre corresponent de l'Acadèmia Danesa de Ciències i de l'Institut Arqueològic Alemany i membre d'honor de l'Acadèmia Oriental d'Amèrica.
Participà en l'elaboració del Wörterbuch der ägyptischen Sprache (Diccionari de la Llengua Egípcia) d'Adolf Ermani Hermann Grapow.